# Balanus amphitrite
Balanus amphitrite är en kräftdjursart som beskrevs av Darwin 1854. Balanus amphitrite ingår i släktet Balanus och familjen havstulpaner. Arten förekommer tillfälligt i Sverige, men reproducerar sig inte.

## Underarter
Arten delas in i följande underarter:
- B. a. niveus
- B. a. amphitrite
- B. a. acutus
- B. a. helenae